# Movimento di opposizione alla seconda guerra mondiale
Il movimento di opposizione alla seconda guerra mondiale si espresse in varia misura nei governi e dai popoli di tutte le nazioni combattenti.
La riluttanza iniziale al conflitto nelle nazioni democratiche degli Alleati si trasformò in un sostegno schiacciante, ma non assoluto, una volta iniziata la guerra. Alcuni politici e leader militari delle potenze dell'Asse si opposero all'avvio o all'espansione del conflitto nel corso del suo svolgimento. Tuttavia, la natura totalitaria di questi paesi ne limitò l’impatto sociale e politico.
Le nazioni non combattenti si opposero all'entrata in guerra per una serie di ragioni, tra cui l'autoconservazione, i disincentivi economici o la fede nella neutralità in sé. Dopo la guerra le popolazioni delle ex potenze dell'Asse si rammaricarono per lo più del coinvolgimento delle loro nazioni. Al contrario, i popoli delle nazioni alleate celebrarono il loro coinvolgimento e la natura della guerra percepita come giusta, in particolare in confronto alla Prima Guerra Mondiale.

## Fascismo

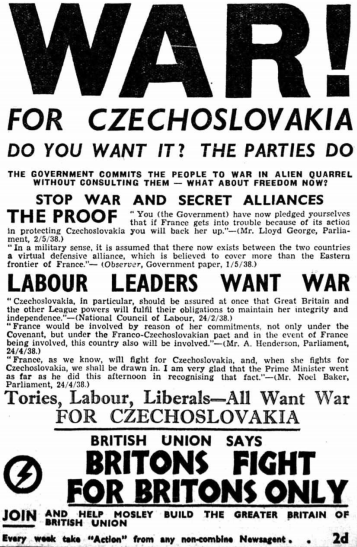
manifesto dell'Unione Britannica dei Fascisti contro la guerra alla Cecoslovacchia

Nel Regno Unito, Oswald Mosley e l'Unione Britannica dei Fascisti si sono opposti a dichiarare guerra alla Germania perché sarebbe contro gli interessi nazionali britannici e ribadendo che il Regno Unito avrebbe dovuto "combattere per se stessa". Gli editoriali e i fumetti sulla rivista Action affermavano che bisognava prepararsi a difendersi dal Giappone e che attaccare la Germania avrebbe messo a rischio gli interessi del Regno Unito in Asia. Gli sforzi pacifisti dei più devoti al partito diventarono anche la richiesta di un referendum per l'uscita dalla guerra e la negoziazione di un trattato di pace. la campagna finì quando Mosley e molti esponenti dell'Unione Britannica dei Fascisti furono fatti sparire grazie alla Defence Regulation 18B nel Maggio 1940.
Molti antisemiti e anticomunisti statunitensi durante gli anni 30, in particolare il Mothers' movement guidato da Elizabeth Dilling, si opposero alla guerra perché ritenevano che sarebbe stato meglio il mondo dominato dal nazismo piuttosto che dal comunismo. Queste donne erano speravano così di tenere i loro figli al sicuro dalla guerra e ritenevano che il conflitto avrebbe distrutto la Cristianità, diffondendo ateismo e comunismo in tutta l'Europa.
Anche Herny Ford si oppose alla guerra fino all'attacco di Pearl Harbor e si rifiutò di produrre aerei e mezzi militari per gli inglesi. Padre Charles Coughlin, incoraggiò gli Stati Uniti a stare fuori dalla guerra e permettere alla Germania di conquistare il Regno Unito e l'Unione Sovietica; Lui diceva: "può tutto il mondo andare in guerra per 600'000 Ebrei in Germania?"

## Movimenti pacifisti
L'opposizione pacifica alla seconda guerra mondiale fu limitata. Durante la guerra pochi movimenti hanno continuato a opporsi al conflitto per tutta la sua durata, come il Peace Pledge Union. Mentre i Bruderhof, una comunità pacifista cristiana, preferì trasferirsi dal Regno Unito alle foreste del Paraguay piuttosto che prendere parte al conflitto.
Anche il movimento pacifista di Mahatma Gandhi si oppose alla guerra, al punto da essere favorevoli alla resa britannica, mentre gli ebrei hanno offerto resistenza non-violenta ai nazisti.
Si oppose alla guerra anche il Movimento dei lavoratori cattolici.

## Socialisti
I socialisti si divisero negli anni 30: vi era un forte elemento pacifista nei movimenti socialisti, come il Partito Laburista Indipendente nel Regno Unito. Nonostante lo sforzo pacifista, erano presenti militanti anti-fascisti. durante il periodo del fronte popolare, i partiti della Internazionale Comunista, si allearono con i partiti anti-fascisti, anche con partiti di destra. Questa politica terminò quando l'Unione Sovietica firmò il patto Molotov-Ribbentrop con la Germania nell'agosto del 1939.
Il fronte comunista si oppose alla guerra durante il periodo del patto Nazi-sovietico. Nel 1940 il Morning Star definì lo sforzo bellico degli alleati come "la macchina da guerra imperialista anglo-francese". Nello stesso momento Joseph Stalin ordinò una serie di attacchi in Polonia, Finlandia, Estonia, Lettonia, Lituania e Romania. lui ha usato i partiti comunisti e i gruppi contro la guerra e la corsa agli armamenti per preparare diversi stati alla guerra, in modo che gli alleati (Francia e Regno Unito) avrebbero fatto fatica a reggere un attacco e per tenere gli Stati Uniti lontano dalla guerra.
Negli Stati Uniti, organizzazioni come American Peace Mobilization e la Brigata Abraham Lincoln protestarono conto la guerra, la leva obbligatoria e il Lend-Lease. Riguardo al Lend-Lease dissero: "Roosevelt ha bisogno dei suoi poteri dittatoriali per promuovere il suo obbiettivo di stare fuori da un mondo in guerra, l'impero americano così a lungo desiderato dai signori del denaro di Wall Street."
I vari partiti comunisti cambiarono direzione dopo l'invasione tedesca dell'unione sovietica nel 1941, essi sostennero che il supporto materiale vada anche ai sovietici.
Un gruppo ristretto di socialisti continuarono ad opporsi alla guerra. Leon Trotsky creò quindi la Politica Militare Proletaria, che si basava sull'opposizione alla guerra e lo sviluppo industriale.
Molti gruppi comunisti si opposero alla guerra durante il periodo del patto Molotov-Ribbentrop ma fece marcia indietro dopo l'Operazione Barbarossa. Invece il Partito Comunista degli Stati Uniti d'America mantene fermamente la sua mentalità antifascista e anche sull'idea di intervenire, basando la sua politica su un fronte popolare contro i fascisti.

## Nazionalismo
Alcuni movimenti nazionalisti in stati coloniali si opposero alla guerra. Ad esempio in India dove alcuni nazionalisti si sono opposti alla guerra e alla decisione della Azad Hind Fauj di combattere al fianco del Giappone. Anche nei presidi dello Sri Lanka in Isole Cocos ci fu opposizione alla guerra: ci furono degli ammutinamenti a causa delle influenze del Partito dell'Eguaglianza Sociale Singalese.
Negli Stati Uniti, 125 afroamericani furono imprigionati per resistenza e sedizione, tra loro anche Elijah Muhammad. Molti di loro erano membri del Pacific Movement of the Eastern World e della Nation of Islam e vedevano i giapponesi come dominatori non-bianchi

## Isolazionisti
L'Isolazionismo fu forte negli Stati Uniti d'America, anche grazie al fatto che tra gli Stati Uniti e il fronte c'era di mezzo l'oceano e alcuni statunitensi speravano che gli Stati Uniti stessero lontani da questa "guerra del vecchio mondo". La German-American Bund marciò su alcune strade di New York, chiedendo l'isolazionismo. Gli isolazionisti, guidati dall'America First Committee, furono una grande sfida agli sforzi del Presidente Roosevelt per fare entrare gli Stati Uniti in guerra. Charles Lindbergh, fu uno degli isolazionisti più noti. l'isolazionismo fu molto diffuso nel Midwest, perché ci sono molti tedeschi americani.